# Młodziejewice
Młodziejewice [mwɔd͡ʑejɛˈvit͡sɛ] es un pueblo ubicado en el distrito administrativo de Gmina Strzałkowo, dentro del Distrito de Słupca, Voivodato de Gran Polonia, en el oeste de Polonia central. Se encuentra aproximadamente a 8 kilómetros al suroeste de Strzałkowo, a 11 kilómetros al oeste de Słupca, y a 56 kilómetros al este de la capital regional Poznań.